# Историко-мемориальный музей Виктора Степановича Черномырдина
Историко-мемориальный музей Виктора Степановича Черномырдина — автономная некоммерческая организация. Музей основан 23 марта 2011 года и расположен в селе Чёрный Отрог Саракташского района Оренбургской области — на родине В. С. Черномырдина, председателя Правительства Российской Федерации в 1992—1998 годах.

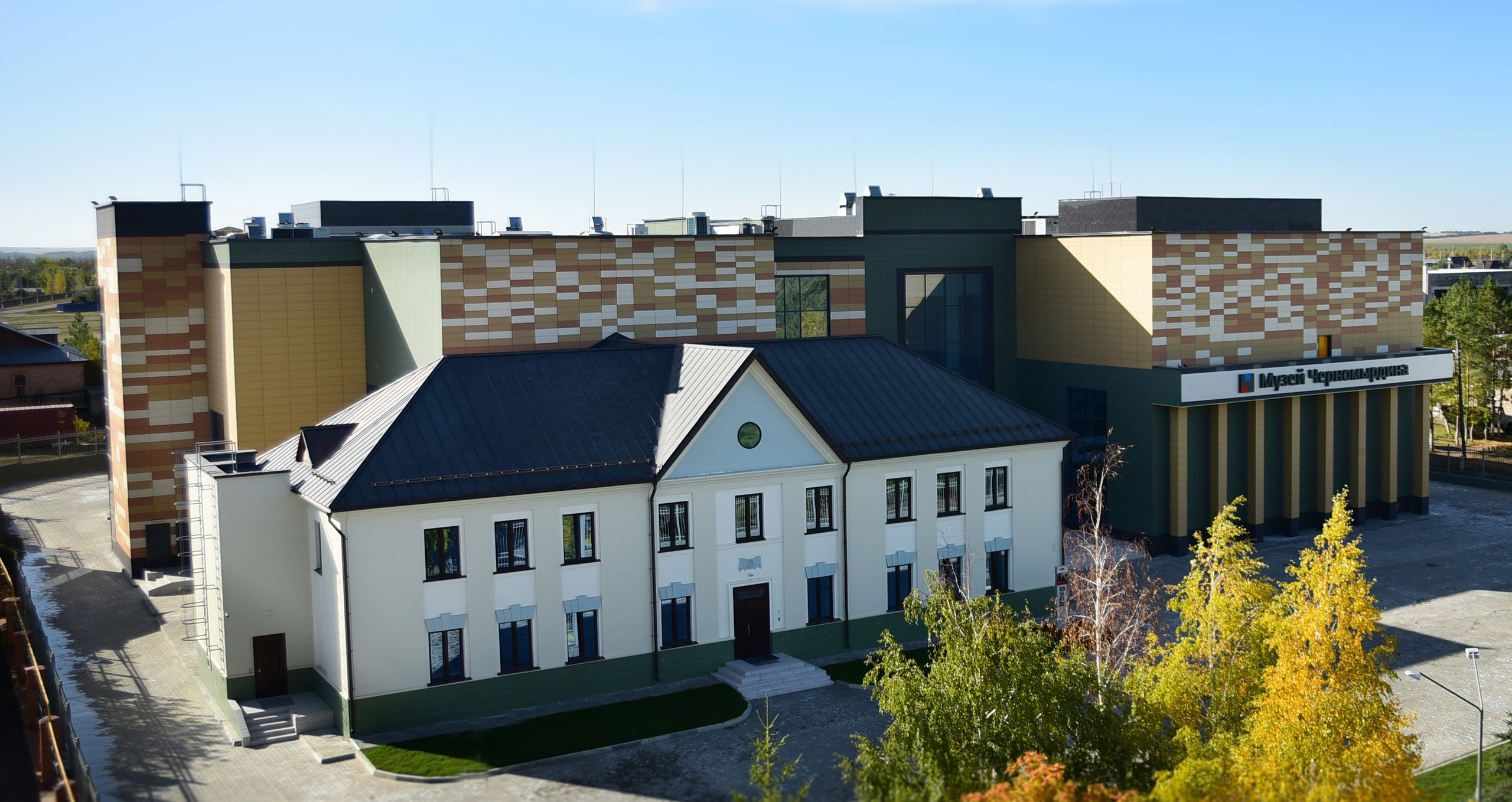
Музей Черномырдина. Июнь, 2020 год.

## История музея
Музей основан по инициативе земляков и семьи Виктора Степановича Черномырдина. Идея создания музея одобрена и поддержана Президентом Российской Федерации Владимиром Путиным. Учредителем музея является Региональный Общественный Фонд Черномырдина «Поддержка и развитие среднего класса».
Концепция музея разработана научным коллективом «Лаборатории музейного проектирования» Российского института культурологии под руководством доктора искусствоведения А. В. Лебедева. Для размещения будущей экспозиции музею передано здание бывшего Гавриловского райкома КПСС 1953 года постройки, в котором В. С. Черномырдин ещё при жизни хотел создать музей истории родного села (и в строительстве которого участвовал будучи школьником). Проект реконструкции и строительства новых музейных корпусов общей площадью около 10000 квадратных метров подготовлен ООО «Генпроект». Над художественным решением основной экспозиции музея работал творческий коллектив во главе с известным художником-дизайнером Л. В. Озерниковым. Рядом с музеем находится храм Святого апостола и евангелиста Иоанна Богослова, построенный при непосредственном участии В. С. Черномырдина в 1996 году. Проект храма был разработан в институте «Оренбурггражданпроект», а в его росписи принимали участие мастера из Киево-Печерской лавры. В Чёрном Отроге также ведется строительство образовательного центра имени В. С. Черномырдина.

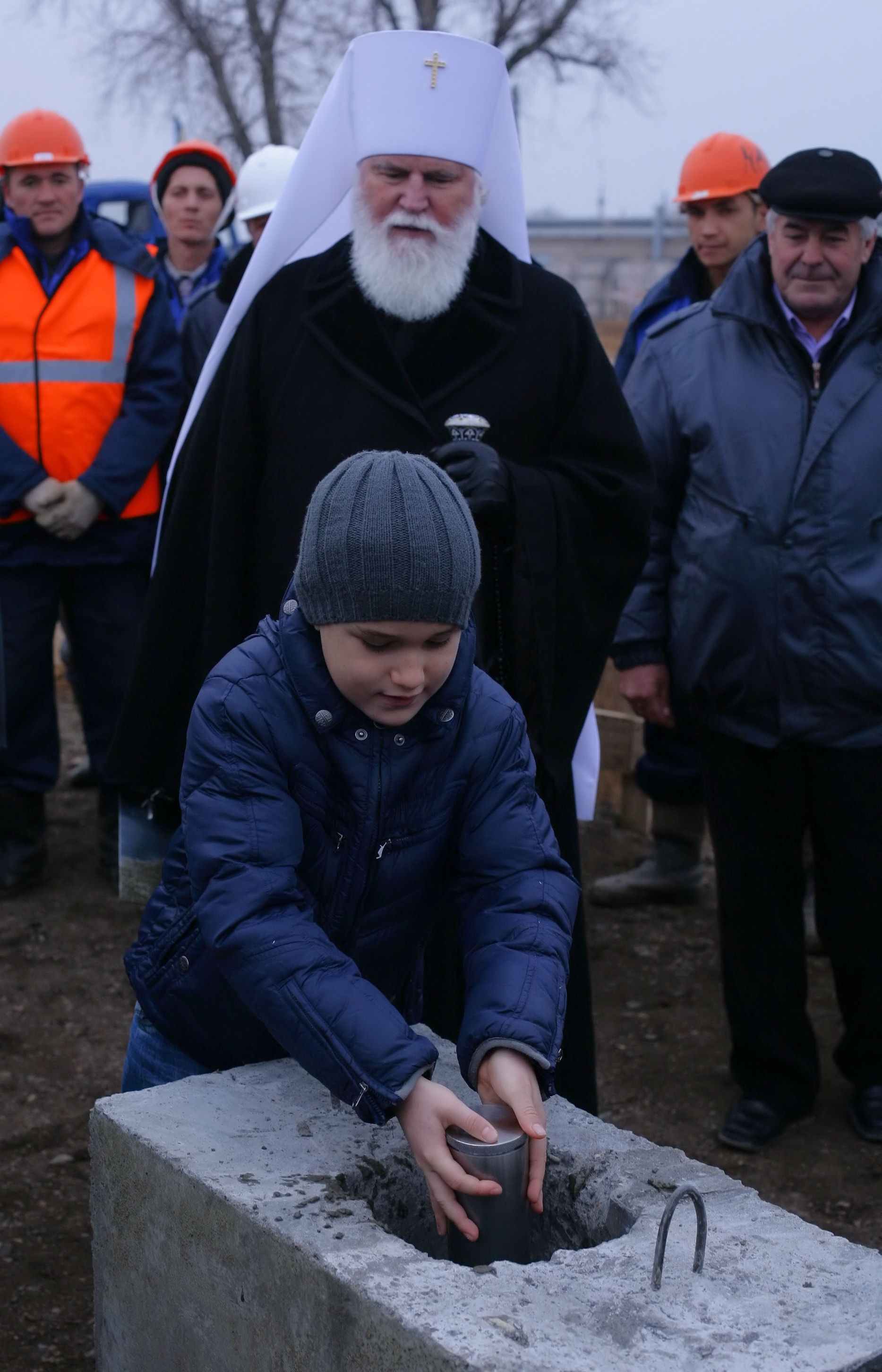
Митрополит Оренбургский и Саракташский Валентин и Виктор Черномырдин (внук В. С. Черномырдина) устанавливают капсулу с посланием потомкам в нишу закладного камня музея.

2 ноября 2011 года состоялась торжественная церемония установки закладного камня в основание строящегося музея. В ней приняли участие родные и близкие В. С. Черномырдина, губернатор — председатель правительства Оренбургской области Ю. А. Берг, митрополит Оренбургский и Саракташский Валентин, генеральный директор ООО «Газпром добыча Оренбург» С. И. Иванов, руководители и представители предприятий Оренбуржья, жители Чёрного Отрога. Финансовую поддержку в строительстве музея оказал ОАО «Газпром».
26 мая 2014 года Историко-мемориальный музей Виктора Степановича Черномырдина принят коллективным членом в Международный совет музеев (ICOM), а 6 декабря 2014 года музей вошёл в состав Союза музеев России.
К 9-й годовщине смерти политика 2 ноября 2019 года перед зданием музея открыт памятник В. Черномырдину — бронзовый бюст на высоком постаменте.
9 апреля 2021 года состоялось открытие музея .

## Коллекция музея
Основу музейной коллекции, которая на сегодняшний день насчитывает более 25000 единиц хранения, составили личные вещи и архив В. С. Черномырдина, переданные музею его семьёй.
Большую помощь в комплектовании фондов музея оказывают местные краеведы. Предметы, посвящённые истории Чёрного Отрога, культуре и быту оренбургских казаков, подарены музею жителями села Чёрный Отрог и других населённых пунктов Оренбургской области.
Многие экспонаты переданы на хранение в музей предприятиями, на которых в разные годы работал В. С. Черномырдин: ОАО «Орскнефтеоргсинтез», Оренбургским газоперерабатывающим заводом . Среди экспонатов, поступивших в фонды музея — кабинет премьер-министра России В. С. Черномырдина, переданный Правительством Российской Федерации.
В собрании музея представлены:
- аудио-, видео-, фотодокументы — в музее хранятся видеозаписи и фотографии из семейного архива семьи Черномырдиных, аудиозаписи Валентины Фёдоровны Черномырдиной.
- коллекция редких книг и рукописей — особый интерес представляют хранящиеся в фонде рабочие блокноты и записи В. С. Черномырдина, рукописи его книг, а также архивные документы Всероссийского общественно-политического движения «Наш дом — Россия». Среди редких книг, переданных в фонды музея, «Триодь» 1723 года издания и факсимильное издание рукописи романа М. А. Шолохова «Тихий дон»;
- произведения живописи и графики — в музее хранятся работы Филиппа Малявина, Ивана Айвазовского, Василия Сурикова и многих других. Также на хранении находятся работы современных российских художников;
- произведения декоративно-прикладного и народного искусства — в фонде собраны предметы быта и повседневной культуры оренбургского казачества XIX—XX веков: народные костюмы, музыкальные инструменты, коллекция оренбургских пуховых платков и др.;

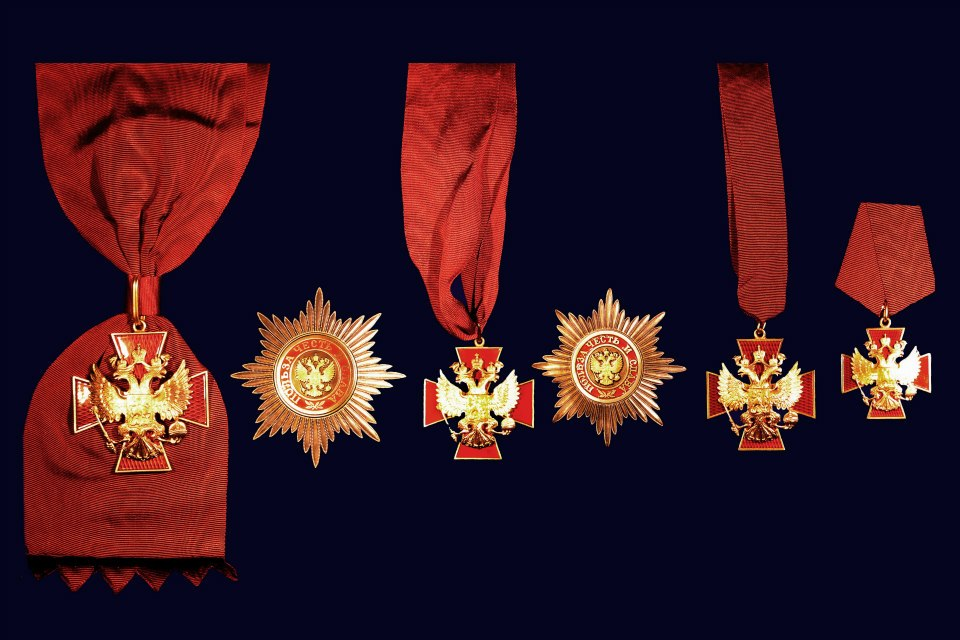
Ордена «За заслуги перед Отечеством» I—IV степеней, которыми был награждён В. С. Черномырдин. Из фондов Историко-мемориального музея Виктора Степановича Черномырдина.

- предметы нумизматики и фалеристики — основу этого фонда составляют награды В. С. Черномырдина: орден «За заслуги перед Отечеством» всех четырёх степеней, а также ордена и медали Российской Федерации, СССР, Украины, Казахстана, Армении, Болгарии[10]. Большой интерес представляют и общественные награды, некоторые из которых уникальны. Например, нагрудный знак с портретом Первого Президента России, выпущенный в количестве 15 экземпляров;
- коллекция холодного и огнестрельного оружия — в коллекцию включены образцы оружия XIX—XXI века;

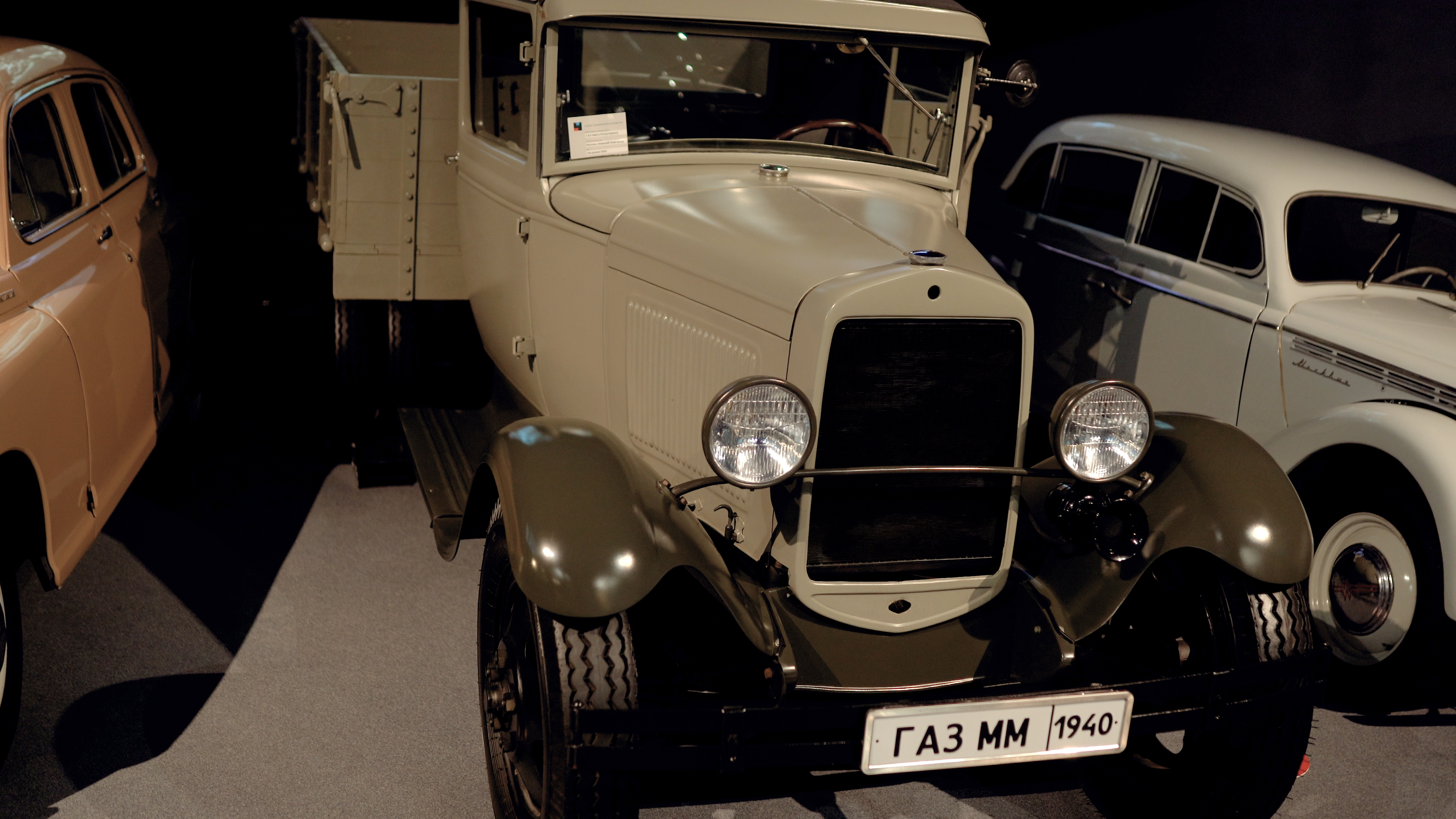
ГАЗ-АА — знаменитая «Полуторка». Автомобиль, на котором работал отец В. С. Черномырдина Степан Маркович Черномырдин. Из коллекции Историко-мемориального музея Виктора Степановича Черномырдина.

- коллекция автомобильной техники — автомобили, представленные в музейном собрании, являются не только своеобразными иллюстрациями жизни В. С. Черномырдина, но и наглядным примером развития отечественной автомобильной промышленности. Среди советских автомобилей, хранящихся в фондах музея: Москвич-401, ГАЗ-М1, ГАЗ-67Б, ГАЗ-М20 «Победа», ЗИС-110, ЗИС-110Б, ГАЗ-21 «Волга», ГАЗ-69, ГАЗ-13 «Чайка». Большой интерес среди автомобилей зарубежных производителей представляют Rolls-Royce Phantom II, Mercedes-Benz 540К и др.[11]

## Деятельность музея

### Выставочная деятельность
В период создания постоянной экспозиции музей ведёт активную выставочную деятельность. Среди выставок, подготовленных сотрудниками музея:
- Фотовыставка «Виктор Черномырдин: «Горжусь, что я оренбуржец!»» (музей ООО «Газпром добыча Оренбург», 2012)[13].
- Выставка «Я свяжу тебе жизнь…» (Мурманский областной краеведческий музей, 2014)[14].
- Выставка «Сохраняя традиции русского искусства» (Российский центр науки и культуры в Копенгагене, 2014)[15].
- Выставка «Братья Буровы: русское абстрактное и реалистическое» — выставка местных художников Александра и Владимира Буровых, организованная совместно с телеканалом «Культура» в Русском культурном центре в Париже (2019)
- Выставка «Братья Буровы: Земля» — первая выставка, открывшаяся в стенах нового музея, организованная в рамках музейного проекта «Земля и земляки» (2019)

Выставки музея прошли в Оренбурге и области, Мурманске, Риме, Копенгагене, Париже.

### Социокультурные проекты
В 2014—2020 годах музей на грантовые средства реализовал ряд социокультурных проектов: «Я свяжу тебе жизнь» (2014), «От сельской МТС до гаража Премьер-министра» (2017) «ЗАБОРистый музей» (2018—2020), «Оренбургский пуховый фасад» (2019—2020).
Музей — трижды победитель Всероссийского грантового конкурса проектов «Культурная мозаика» Архивная копия от 17 июля 2020 на Wayback Machine 2014, 2017, 2018 годы. Также музей дважды становился обладателем грантов Президента Российской Федерации: 2019 — Проект «Оренбургский пуховый фасад», в его рамках дома черноотрожских пуховниц маркируются орнаментами пухового платка (Черный Отрог — центр традиционного пуховязания Оренбургской области); 2020 — проект «История 3-й Чкаловской военной авиационной школы пилотов в лицах и воспоминаниях. 1941—1945 годы».
При Музее работает детская проектная школа, участники которой получают микрогранты на разработку и внедрение проектов по развитию села.
Одно из направлений деятельности музея — поддержка инициатив местных жителей, создание сети партнерств, благоустройство среды.
Музей — участник «Всероссийского конкурса среди команд развития сельских населённых пунктов».

### Экскурсионная и туристическая деятельность
Разработаны ряд экскурсий (тематических, детских, автобусных, велосипедных, пешеходных) по достопримечательностям района, ведется подготовка кадров по сопровождению тургрупп. Создана и постоянно дополняется линейка сувенирной продукции.
Информационный центр Музея создан таким образом, чтобы выполнять функции визит-центра по «Земле Черномырдина». Киоски «Туристические маршруты», «История и культура», «Природа», «Сельское хозяйство» способствуют индивидуальной навигации и путешествиям по близлежащей территории.
Музей входит в Проектный офис Министерства физической культуры, спорта и туризма Оренбургской области: разработан и проходит защиту брендовый маршрут региона для Комитета по импортозамещению.
В 2013 году музей удостоен диплома первой степени в конкурсе музейных проектов на XIII Международном музейном фестивале «Понимая прошлое — строим будущее!». В 2018 году — диплома за 3 место в Национальном рейтинге туристических брендов-2018 в номинации «Частный музей».

### Издательская деятельность
Музей реализует разнообразную издательскую программу, среди изданий музея:
- Самсонадзе Н. И. Валентина Черномырдина: «Дни золотые…» / Под ред. С. Н. Черномырдиной. — М.: Историко-мемориальный музей Виктора Степановича Черномырдина, 2012. — 216 с. — ISBN 978-5-905681-01-1. + 1 CD-ROM. — Валентина Черномырдина: «Дни золотые…»
- Виктор Черномырдин: «Горжусь, что я оренбуржец!» : комплект из 30 открыток / фото из фондов Историко-мемориального музея Виктора Степановича Черномырдина. — М.: Историко-мемориальный музей Виктора Степановича Черномырдина, 2012. — 1 обл. (30 отд. л.)
- Село родное — Чёрный Отрог / П. Г. Гусев, И. Ф. Прядкин, Н. И. Рахимова, М. Г. Трофимова. / Отв. ред. Н. И. Рахимова; АНО «Музей В. С. Черномырдина». — Изд. 2-е, перераб. и доп. / при участии А. А. Сорокина. — Оренбург: АНО «Музей В. С. Черномырдина», 2012. — 576 с., ил. — ISBN 978-5-905681-02-8.
- Черномырдин В. С. Красный директор. 1938—1990: мемуары / В. С. Черномырдин. — М.: АНО «Музей В. С. Черномырдина», 2013. — 240 с., ил. — ISBN 978-5-905681-03-5.
- Черномырдин В. С. Народный премьер. 1990—1998: мемуары / В. С. Черномырдин. — М.: АНО «Музей В. С. Черномырдина», 2013. — 496 с., ил. — ISBN 978-5-905681-04-2.
- Черномырдин В. С. Политический тяжеловес. 1998—2010: мемуары / В. С. Черномырдин. — М.: АНО «Музей В. С. Черномырдина», 2013. — 296 с., ил. — ISBN 978-5-905681-05-9.
- Историко-мемориальный музей Виктора Степановича Черномырдина / составители: А. А. Сорокин, Г. А. Сафина; художник Д. К. Махаматдинов. — Оренбург: АНО «Музей В. С. Черномырдина», 2013. — 16 с. — ISBN 978-5-905681-07-3.
- Сорокин А. А., Рахимова Н. И. Не оборвётся нить пуховая / А. А. Сорокин, Н. И. Рахимова. — М.: АНО «Музей В. С. Черномырдина», 2014. — 64 с., ил. — ISBN 978-5-905681-09-7.
- Sorokin А. А., Rakhimova N. I. Downy thread shall never be snapped / A. A. Sorokin, N. I. Rakhimova. — Orenburg: ANO «V. S. Chernomyrdin Museum», 2014. — 64 p. — ISBN 978-5-905681-10-3.